# パレートの法則
パレートの法則（パレートのほうそく）は、イタリアの経済学者ヴィルフレド・パレートが発見した冪乗則。経済において、全体の数値の大部分は、全体を構成するうちの一部の要素が生み出しているとした。80:20の法則、スケールフリー性、ばらつきの法則、冪乗法則などの別称がある。

## 概要
パレートは所得統計を分析して、所得分布が安定的であり、時代によって変化しないという結論を出した。この結論からは、社会の所得格差は平等にならないが、不平等も強化されないことになる。パレートの法則は、関数のパラメータ（パレート指数）によって所得分布を時間・空間的に比較したもので、貧困についての最初の数学的な研究ともいわれている。
しかし、パレートが発表した当時から難点があった。パレートの法則は低所得層に当てはまらないという問題があり、パレート自身も認めていた。パレートが用いた統計はイタリアやスイスのいくつかの都市と、プロイセン王国とザクセン王国の税務表だったが、資料の期間は1880年から1890年であり、長期的な格差の確認には向かなかった。また、データには格差の拡大傾向も存在していたが、パレートは採用しなかった。
パレートの法則は1900年代に批判された。経済学者・統計学者のコスタンチーノ・ブレシアーニは、都市部や人口密集地では所得格差は一定ではなく拡大すると論じた。統計学者のコッラド・ジニは、所得分布の集中を計測するには人数と所得総額のデータが必要だとして、パレートの法則が妥当ではないと論じた。パレートの批判的継承者であるジニは、のちにローレンツ曲線をもとに所得分布の指標としてジニ係数を考案した。
現在は、所得分布についてのパレートの法則は局所的にのみ有効であるとされている。

## 影響
所得分布が変化しないとしたパレートの法則は、パレート自身の政治理論であるエリート理論にも合致していた。パレートの法則は、少数派のエリートによる多数派の統治を正当化する理論として、イタリアのファシスト党に支持された。
パレートの法則は、働きアリの法則と同じ意味合いで使用されることが多く、組織全体の2割程の要人が大部分の利益をもたらしており、そしてその2割の要人が間引かれると、残り8割の中の2割がまた大部分の利益をもたらすようになるというものである。経済以外にも自然現象や社会現象など、さまざまな事例に当てはめられることが多い。ただし、事例の多くは、法則と言うよりも経験則の類である。自然現象や社会現象は決して平均的ではなく、ばらつきや偏りが存在し、それを集約すると一部が全体に大きな影響を持っていることが多いという現象を、パレートの法則の名を借りて補強している場合が少なくない。

## 「パレートの法則」で説明される一例
以下はよくパレートの法則で挙げられる例だが、常に成り立つ事実というわけではない。

### ビジネス
売上の8割は、2割の上顧客が生み出している
ビジネスにおいて、売上の8割は全顧客の2割が生み出している。よって売上を伸ばすには顧客全員を対象としたサービスを行うよりも、2割の顧客に的を絞ったサービスを行うほうが効率的である。
年商の8割は、全商品銘柄のうちの2割で生み出している
多くの商品を抱えているメーカーにおいて、商品の売上の8割は、全商品銘柄のうちの2割で生み出している。よって、不人気な商品を廃番にしたり、人気商品に宣伝費を多くかけるほうが効率的である。→ロングテール
売上の8割は、全従業員のうちの2割で生み出している。
ビジネスにおいて、80％の売上を稼ぎだしているのは、優れた20％の上級スタッフである。
仕事の成果の8割は、費やした時間全体のうちの2割の時間で生み出している。
成果を生み出している重要な2割がどこなのかを知り、そこに注力することが重要である。

### プログラム・設計
故障の8割は、全部品のうち2割に原因がある。
家電・工業製品などにおいて、摩耗・消耗などによる壊れやすい部品は決まっている。そのため、壊れやすい部品を耐久性の高いものに改善したり、あらかじめ部品在庫を多く持つなど、工夫の余地がある。
プログラムの処理にかかる時間の80%は、コード全体の20%の部分が占める。
　
全体の20%が優れた設計ならば、実用上80%の状況で優れた能力を発揮する。
　

### その他
住民税の8割は、全住民のうち2割の富裕層が担っている。